# Яратовська сільська рада
Яра́товська сільська рада (рос. Яратовский сельский совет) — муніципальне утворення у складі Баймацького району Башкортостану, Росія. Адміністративний центр — село Яратово.

## Історія
Сільрада утворена 5 листопада 1980 року шляхом відокремлення від Іткуловської 1-ї сільради.

## Населення
Населення — 1025 осіб (2019, 1065 в 2010, 1148 в 2002).

## Склад
До складу поселення входять такі населені пункти:
| Населений пункт        | Населення, осіб (2002) | Населення, осіб (2010) |
| ---------------------- | ---------------------- | ---------------------- |
| Гумерово, присілок     | 344                    | 367                    |
| Яратово, село          | 599                    | 516                    |
| Ярмухаметово, присілок | 205                    | 182                    |